# Pelnabrobäcken
Pelnabrobäcken är ett 16 kilometer långt vattendrag som har sin källa nära Glömminge på mellersta Öland och som mynnar ut i Östersjön vid öns östkust.